# Pankrátion

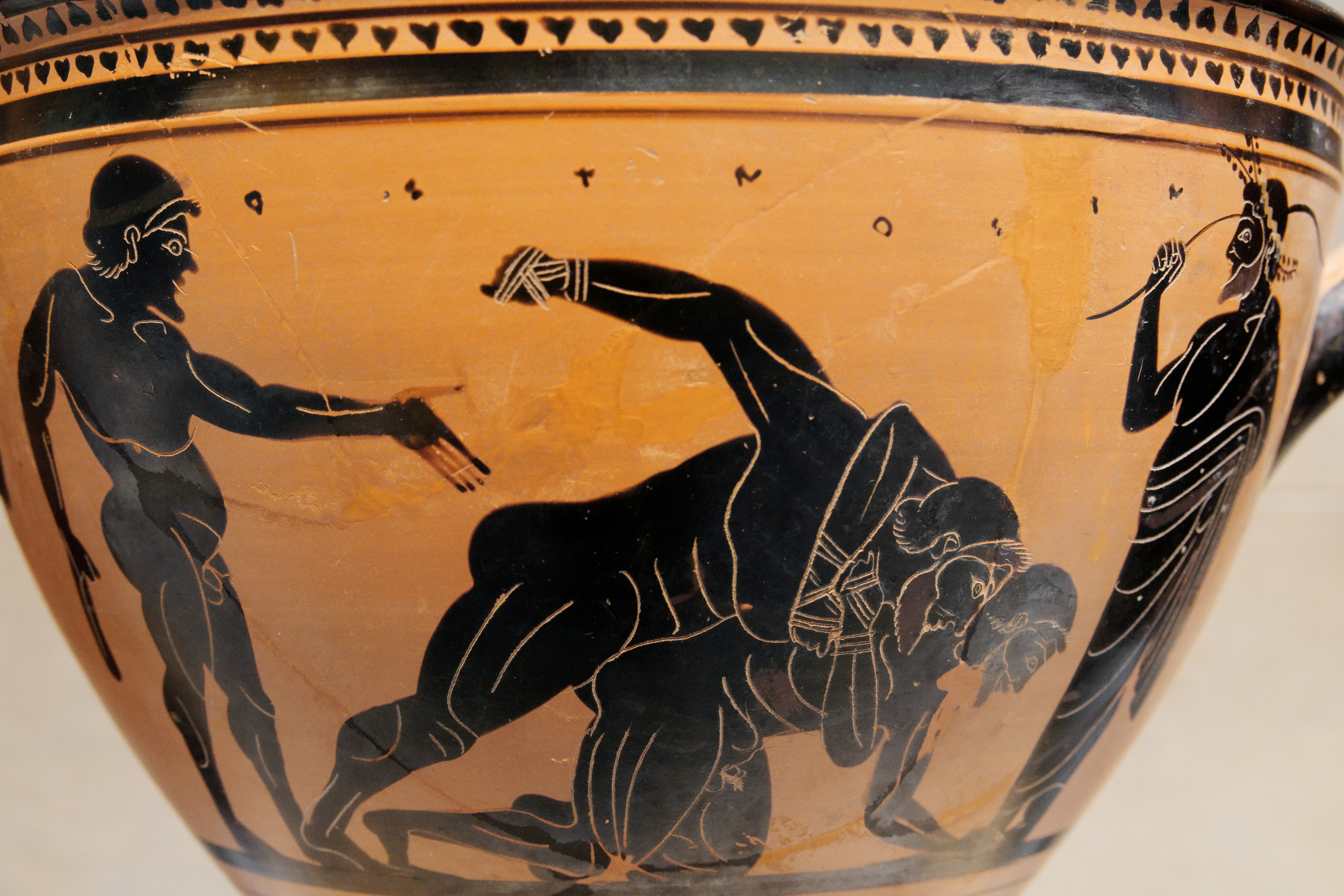
Znázornění pankrátionu na starořecké nádobě

Pankrátion (řecky παγκράτιον = „veškerá síla“) bylo starověké bojové umění z Řecka, které je považováno za jedno z nejstarších bojových umění na světě. V roce 648 př. n. l. se stalo olympijskou disciplínou. Podle legendy jej vynalezl Héraklés a Théseus.
V počátcích tohoto sportu docházelo při zápasech často ke smrti zápasníků (nejčastěni zardoušením nebo zaškrcením krčních tepen). Ve Spartě původní umění zahrnovalo i kousání a vydloubávání očí, což je v dnešní formě zakázáno.
V současné době se pankrátion opět vyučuje jak v Evropě, tak ve Spojených státech. Je však již ovlivněno různými jinými styly, jako třeba box, karate, džúdžucu a další.